# Menno Gaaikema
Menno Jan Jakob Gaaikema (Oldehove, 14 december 1909 – Eelde, 25 januari 2003) was een Nederlandse doopsgezind predikant en sociaal-cultureel werker. Hij wordt wel de peetvader genoemd van de herstelde betrekkingen tussen Nederland en Duitsland na de Tweede Wereldoorlog. Menno Gaaikema was de vader van cabaretier Seth Gaaikema.

## Biografie
Menno Gaaikema werd geboren in Oldehove als zoon van Elina Homan en landbouwer Popke Tiete Gaaikema. Hij studeerde theologie aan de Universiteit van Amsterdam. In 1934 trouwde hij in Amsterdam met Tilly Seth Paul (1910-1961), die net als haar echtgenoot doopsgezind predikant was. In 1935 werd Gaaikema, die proponent was, beroepen te Uithuizen. In 1948 werd hij beroepen naar Zijldijk. In 1975 ging hij met emeritaat. 

### Volkshogeschool ’t Oldörp
In 1936 stichtte Gaaikema het Gemeenschapshuis van de Doopsgezinde Gemeente ’t Oldörp. Dit gemeenschapshuis, gelegen ten noordoosten van de wierde Oldorp, had als doel om verschillende bevolkingsgroepen op het platteland met elkaar in contact te brengen. Tevens richtte het zich op de bestrijding van de groeiende werkloosheid onder de jeugd, door activiteiten op het gebied van landarbeidersontwikkeling aan te bieden. Het initiatief bleek succesvol. In 1946 sloot het gemeenschapshuis zich aan bij de Vereniging tot Stichting van Volkshogescholen en werd door deze als volkshogeschool erkend. Op 3 juli 1946 werd Volkshogeschool ’t Oldörp officieel geopend. Gedurende de jaren 1950 en 1960 groeide de volkshogeschool uit tot een van de grootste instellingen voor sociaal-cultureel werk in de regio. In 1962 werd Gaaikema als leider van volkshogeschool ’t Oldörp benoemd tot ridder in de Orde van Oranje-Nassau. 

### Nederlands-Duitse betrekkingen na de oorlog
In 1949 ging Gaaikema op uitnodiging van het Cultureel Parlement van Aurich het gesprek aan met een selecte groep burgers uit Oost-Friesland. Langzamerhand ontstond een vriendschappelijke band tussen de Groningers en Oost-Friezen. In 1956 was hij medeoprichter van de Duits-Nederlandse Volkshogeschool, het huidige Europahaus Aurich. Er werden uitwisselingsprojecten tussen studenten en scholen georganiseerd, waarmee de samenwerking tussen de regio’s werd bevorderd. In 1991 kreeg Gaaikema voor zijn inzet voor het herstel van de culturele betrekkingen tussen Nederland en Duitsland na de Tweede Wereldoorlog de Zilveren Anjer opgespeld.

### Volkshogeschool in opspraak
In 1971 raakte de volkshogeschool in opspraak toen werd beweerd dat gehandicapte jongeren werden geweigerd vanwege vermeende weerstand bij de lokale bevolking. Gaaikema ontkende deze aantijgingen en stelde dat de school niet was toegerust om gehandicapten te ontvangen. De kwestie leidde tot Kamervragen, lokale politieke bemoeienis en het opstappen van enkele cursusleiders. Gaaikema bood zijn leegstaande boerderij aan als alternatief onderkomen voor de betrokken jongeren. De school voerde vervolgens een democratiseringsproces door, waarbij Gaaikema terugtrad als directeur en naar Haren verhuisde.
Gaaikema overleed in 2003. Hij werd begraven op begraafplaats De Eshof in Haren.

## Onderscheidingen
- Ridder in de Orde van Oranje-Nassau, 1962[16]
- Zilveren Anjer, 1991

- Nederlandse Thesaurus van Auteursnamen: 376053003
- Virtual International Authority File: 309904397